# Советская молодёжь (газета, Латвия)
«Советская молодёжь» — ежедневная газета на русском языке, орган Ленинского коммунистического союза молодёжи Латвии, с 1991 года независимое издание. Издавалась с 1945 по 1999 год.

## История

### Первые годы
Вскоре после освобождения Латвии от немецко-фашистских захватчиков были учреждены латвийские молодёжные газеты: на латышском языке «Padomju jaunatne» (в переводе — «Советская молодёжь») и на русском языке «Советская молодёжь». Редакции работали автономно.
Первые номера рижской «молодёжки» весной 1945 г. делала бригада фронтовых журналистов «Комсомольской правды». Еще шла война, а на страницах молодежной газеты Латвии обсуждались планы реконструкции Риги. Первыми корреспондентами газеты были недавние фронтовики Петр Григорьевич Белов, Борис Ильич Куняев, Яков Семёнович Мотель и другие.
Сначала газета выходила три раза в неделю, а с января 1946 г. — пять раз в неделю. Редакция располагалась в центре Риги на ул. Дзирнаву, 57 (позже коллектив переехал в соседнее здание — ул. Дзирнаву, 59). Здесь же по соседству находилась типография, где печатались главные республиканские газеты Латвии на русском языке — «Советская Латвия», орган ЦК Компартии Латв. ССР и «Советская молодежь», орган ЦК ЛКСМ. (В этом здании до 1940 года располагалась газета «Сегодня» и типография «Рота».) Штат редакции — 45 человек, включая технических работников. Газета выходила на 4 полосах формата А2.
Курировал газеты сектор печати ЦК Компартии Латвии. Функции цензуры в советские годы осуществлял Главлит — Главное управление по делам литературы и издательств, без печати которого типография не имела права приступить к печатанию тиража газеты. Но, тем не менее, для комсомольских изданий Прибалтики всё же допускалась некоторая вольность, чем журналисты-«молодёжкинцы» пользовались.
Редакцией руководили редактор и его заместители, а также редколлегия, в которую входили заведующие ведущих отделов — пропаганды, комсомольской жизни, рабочей и сельской молодёжи. На заседаниях редколлегии рассматривались планы отделов на месяц, заслушивались творческие отчеты журналистов, обсуждались кадровые назначения. Кроме того, проводились редакционные «летучки» и ежедневные планерки, на которых обсуждался свежий номер газеты и утверждался план на текущий номер.

### Оттепель
За пределами Латвии республиканская молодежная газета на русском языке приобрела популярность во времена «оттепели». В 1960-е годы в «Советской молодежи» публиковались Андрей Вознесенский, Евгений Евтушенко, Соломон Волков и многие другие советские поэты и публицисты. В июне 1967 г. в Риге проходил полузакрытый авторский вечер Евгения Евтушенко, который приехал в Латвию с Московским драмтеатром на Малой Бронной и спектаклем по его поэме — «Братская ГЭС». Незадолго до этого Е. Евтушенко дал интервью какому-то западному изданию, за что на какое-то время впал в немилость. В Риге журналисткам из «СМ» — Нине Николаевне Колбаевой (завотделом культуры) и Татьяне Брониславовне Яссон удалось уговорить опального поэта опубликовать на страницах «Молодежки» свою новую поэму — «Коррида» вместе с предисловием, написанным им же. «…Я написал поэму „Коррида“, которую и предлагаю читателям „Советской молодёжи“. В ней мне хотелось выразить свой протест против философии „Человек человеку — враг“, протест против втягивания людей в кровавую игру, протест против созерцательства с трибун в жизни, протест против попыток искусственно замазать кровь, которая еще не высохла в Испании после гражданской войны. Е. Евтушенко».
Эта была самая первая публикация этой поэмы в советской прессе, и появилась она вместе с автографом главного лирика «оттепели» 28 июня 1967 г. в газете «Советская молодёжь».
Главным редактором тогда был Юрий Дмитриевич Митин, который смог убедить партийных кураторов газеты в важности этой публикации.
В «Советской молодёжи» начинал и до отъезда из СССР работал журналист Пётр Вайль, ставший позже известным писателем в США, лауреатом многих литературных премий, автором нескольких книг, изданных, в том числе, и в России.
Комсомольская газета была зеркалом жизни республики и шефом ударных комсомольских строек: Плявиньской ГЭС им. Ленина, Даугавпилсского завода химического волокна им. Ленинского комсомола, Валмиерского завода стекловолокна, Огрского трикотажного  комбината им. 50-летия ВЛКСМ, Вентспилсского припортового завода.

### Газета и джаз
В 1971 году в Риге по инициативе «Молодёжки» впервые открылся джаз-клуб, к годовщине которого в газете было опубликовано эссе члена совета клуба Юрия Сизова "Аллегро-размышление", а чуть позже начал свою почти 20-летнюю историю и знаменитый джазовый фестиваль «Ритмы лета». Про ежегодные опросы музыкальных критиков — «Все звёзды», которые проводила русская молодёжная газета Латвии, New York Times писала: «В 1980-е годы в советском джазе было два выдающихся явления: это трио Вячеслава Ганелина и опросы критиков — «Все звёзды» в латвийской газете «Советская молодёжь»». Эти опросы перепечатывали газеты союзных республик, ТАСС, Центральное телевидение и …радиостанция «Свобода». Ведущим рубрики в газете был джазовый обозреватель «СМ» Валерий Копман, куратором — Владимир Стешенко.

### Сатирическое приложение «Оса»
«ОСА» — Отдел сатиры и юмора «СМ» — детище отдела писем и его руководителя Евгения Марголина, в 1980-е вместе с культовым латвийским режиссером перестройки Юрисом Подниексом ставшего одним из соавторов знакового фильма времен перемен — «Легко ли быть молодым?», который в СССР посмотрело 28 миллионов зрителей. В разное время для «ОСЫ» писали журналисты и литераторы Ц. Меламед, Э. Плетикос, И.Полоцк, А. Ольбик, О. Михалевич, А. Этман, Е. Орлов, М. Дубовский, рисунки готовили художники В. Ардашев, М. Негелев, Н. Уваров, В. Новиков и другие.

### Страничка для учащихся
С начала 1960-х годов в газете «Советская молодёжь» раз в месяц выходила страничка для старшеклассников «Факел». Эту страницу — «Мальчишкам и девчонкам, обдумывающим житье» — готовил отдел учащейся молодёжи. В разные годы здесь работали Владимир Курмаев, Влад Рубцов, Валерий Минаев, Анатолий Каменев, Юрий Сизов, Игорь Коваценко. Они стали также чуткими наставниками для школьников, мечтавших о журналистике, воспитав плеяду юнкоров. Свой путь в профессию начинали с первых заметок в «Факеле», будучи еще старшеклассниками, Ирина Литвинова, Валерий Зайцев, Александр Мирлин, Борис Себякин, Ксения Загоровская и другие. Спустя годы многие из них стали известными публицистами, редакторами газет и журналов. Таким образом, «Факел», а позже «Лотос», «Перекресток» и «10 семестров» — страничка для студентов и о студентах, стали для будущих журналистов настоящим трамплином в профессию.

### Спорт
На страницах комсомольской газеты спортивная рубрика существовала буквально с первых лет ее издания. Значительную роль в развитии этой темы и популяризации спортивного образа жизни сыграл заведующий отделом Виктор Резник-Мартов, возглавивший его в 1970-е годы. На протяжении многих лет он сам вел хоккейную тему, написал сотни репортажей об игре рижского «Динамо», которое в 1968 году возглавил Виктор Тихонов, благодаря которому команда перешла из второй лиги в первую. В. Резника-Мартова долгие годы связывала тесная дружба со знаменитым тренером, благодаря чему беседы с Тихоновым и его комментарии в «СМ» появлялись на следующий день после матча вместе с отчетом о самой встрече хоккейных команд.
Спортивную тему продолжили в газете Роман Бакалов, Александр Этман (ныне — глава своего издательского дома в Чикаго, автор нескольких книг), Владимир Синицын. При них в газете появился и тут же стал популярным среди любительских рижских дворовых команд — футбольный турнир «СМ». Кубок «СМ» разыгрывался между дворовыми футболистами, присылавшими в редакцию свои заявки на участие и играх. Начали с 4 дворовых команд, а потом на пике их было уже 131! С подачи латвийской молодежной газеты, после публикации в центральной газете «Советский спорт», подобные турниры любительских команд начали проходить по многих городах Союза…
Вокруг спортотдела сложился активный и творческий коллектив «нештатников», которые в своих информациях и статьях давали широкую панораму спортивного движения в Латвии. Это и Владимир Власов (баскетбол), и Юрий Чудор (самбо/дзюдо), «особым» нештатным сотрудником числился Давид Килов, писавший почти в каждый номер небольшие заметки о спортивной рыбалке, и два Валерия — Ройтман и Карпушкин, а также Александр Этман, Роман Бакалов, которые позже были приняты в штат и стали гордостью «Молодёжки». И что было очень важно для газеты и ее читателей: среди т. н. нештатников «СМ» числись люди, имеющие прямое отношение к тому или иному виду спорта: заслуженные тренеры СССР М. Амалин, А. Гомельский, В. Тихонов, судья Всесоюзной категории А. Белов (теннис), мастера спорта А. Амалин (настольный теннис), Г. Бесхлебников (современное пятиборье), В. Кириллов (шахматы) и т. д.

### Новая типография
С 1 апреля 1977 года газета начала печататься в новой типографии Издательства ЦК Компартии Латвии, офсетным способом, что изменило подходы к оформлению страниц, которые стали более броскими и интересными визуально.

### Перестройка
1988 год. Встреча в Юрмале на теннисных кортах латвийского журналиста Александра Ольбика и опального советского политика Бориса Ельцина, отдыхавшего в курортном санатории «Рижский залив». Это было время полной информационной блокады будущего первого президента России. Заговор молчания был прерван в Латвии 4 августа 1988 г. В этот день одновременно в двух латвийских газетах — в «Советской молодёжи» и еженедельнике «Юрмала» вышло объемное откровенное интервью с Б. Н. Ельциным. На следующий день по всему Союзу началась настоящая охота за свежим номером латвийской «Молодежки» с портретом Ельцина на первой полосе. Газету ксерокопировали и зачитывали до дыр… Никто из читателей так и не узнал, какой тяжелейший прессинг со стороны ЦК КП Латвии пришлось выдержать обоим главным редакторам — Александру Блинову («СМ») и Айвару Бауманису («Юрмала»), их грозились уволить, а газеты закрыть. Цензор из Главлита отказался ставить свою подпись на полосе, готовой к печати. И тогда редактору «Советской молодёжи» Блинову удалось совершить почти невозможное: он сам подписал эту полосу, уговорив типографию печатать газету без штампа цензуры.
В 1988 г. латвийская «Молодёжка» выходила тиражом в 221 тыс. экземпляров и распространялась по всему Советскому Союзу. Она была единственной республиканской ежедневной газетой, подписка на которую в СССР была ограничена. Интервью с Ельциным перепечатали более 150 союзных газет, журналов, информационных бюллетеней, про публикацию рассказали и по «вражеским» голосам…
В 1990-е годы «Советская молодёжь» одной из первых поддержала демократические преобразования в Латвии и в Советском Союзе. Имена журналистов латвийской «Молодёжки» стали известны далеко за пределами Латвии. События в Тбилиси, Вильнюсе, Баку, Нагорном Карабахе… Январь 1990, захват Дома печати, противостояние с бойцами Рижского ОМОНа, баррикады на улицах Риги, многотысячные митинги, августовский путч, знаменитый «Балтийский путь»,  дебаты в правительстве…. Восстановление независимости Латвии. Во всех этих сложных исторических процессах журналисты «СМ» принимали самое активное участие.
В 1990 году общий тираж «Молодёжки» достигал 850 000 экземпляров, только подписка на этот год составила 745 тысяч экземпляров. Две трети тиража уходили за пределы Латвийской ССР.

### М-ский треугольник
1989 год. Молодой журналист рижской «Молодёжки» Павел Мухортов отправился в далекую Пермскую область для изучения геоаномальной зоны у села Молебка и написал серию сенсационных статей — «М-ский треугольник, или Чужие здесь не ходят». 
«Впервые в истории человечества состоялась встреча землян с инопланетянами» - анонс, опубликованный в латвийской газете «Советская молодёжь», стал сенсацией. Павел Мухортов, написав книгу о своих контактах с «внеземными цивилизациями», уехал в Москву и был принят в отряд космонавтов СССР. Но до полета в космос дело так и не дошло…

### В независимой Латвии
С января 1991 г. газета выходила под именем «СМ», сохраняя рядом прежнее название — «Советская молодёжь». После провала августовского путча — с 27 августа 1991 г. латвийская «Молодёжка» печаталась с шапкой «СМ-сегодня» (рег. Удостоверение 07010), но она по-прежнему оставалась популярным русским изданием Латвии, владельцем которого стал коллектив редакции — 37 человек. После приватизации газеты сотрудниками было создано OOO «Avizes SM redakcija» (редакция газеты СМ).
Вследствие учредительских споров газета с 1997 года выходила под названием «СМ» (регистрационное удостоверение 1986), но в июне 1999 года, в связи с серьёзными финансовыми трудностями, право на издание газеты было передано частному латвийскому издательству «Фенстер», взявшему на себя все обязательства перед подписчиками «СМ», а также принявшему на работу практически весь творческий коллектив редакции и часть технического персонала. Последний номер газеты с шапкой «СМ» вышел 24 июля 1999 г., в нем сообщалось, что следующий номер газеты выйдет уже под новым названием — «Вести Сегодня».

## Отделы
- Отдел пропаганды
- Отдел комсомольской жизни
- Отдел рабочей и сельской молодёжи
- Отдел культуры
- Отдел спорта
- Отдел писем
- Отдел иллюстраций
- Служба выпуска газеты: секретариат, корректура, машинописное бюро, водители.

## Редакционный коллектив
- Редакторы «Советской молодёжи»:
  - Бахтюков Николай Иванович — апрель 1945 — ноябрь 1946
  - Сабурова Татьяна Николаевна — ноябрь 1946 — лето 1947
  - Баяринов Владимир Паладьевич — лето 1947 — весна 1949
  - Братчиков Борис Иванович (и. о.) — весна — осень 1949
  - Белов Петр Григорьевич — декабрь 1949 — январь 1960
  - Расколов Анатолий Константинович — 1960
  - Луцкий Владимир Валерьянович — 1961—1966
  - Иванов Олег Тимофеевич — октябрь 1966 — август 1967
  - Митин Юрий Дмитриевич — сентябрь 1967 — сентябрь 1972
  - Рябикин Виктор Петрович — сентябрь 1972 — май 1976
  - Лапин Юрий Борисович — июнь 1976 — февраль 1977
  - Каменев Анатолий Михайлович — февраль 1977 — сентябрь 1978
  - Василёнок Андрей Евгеньевич — сентябрь 1978 — май 1983
  - Блинов Александр Сергеевич — июль 1983 — июль 1997
  - Березовская Алла (директор) — июль 1997 — июль 1999
- Журналисты: К. В. Загоровская, В. Ройтман, В. М. Резник-Мартов, И. Б. Гейман, Яков Мотель, Александр Матисон, Илья Героль, Вадим Сметанников, Виталий Фальков, Илан Полоцк, Игорь Щедрин, Вадим Шершов, Валерий Зайцев, Ирина Литвинова, Борис Фельдман, Александр Этман, Роман Бакалов, Рената Ларичева, Людмила Шварц, Наталия Морозова, Татьяна Фаст, Ирина Винник, Алла Петропавловская, Павел Мухортов, Алексей Шейнин, Андрей Воронцов, Алексей Бурэ, Евгений Огурок, Владимир Шулаков, Андрей Сорокин, Алла Березовская, Ольга Авдевич, Алла Оболевич, Марина Михайлова, Татьяна Колгушкина, Елена Власова, Евгений Орлов, Наталья Севидова, Татьяна Шишкина, Элина Чуянова, Юлия Александрова, Наталья Лебедева, Наталья Ямпольская, Абик Элкин, Николай Кабанов, Александр Гаррос, Карен Маркарян, Константин Гайворонский, Дмитрий Март, Инна Каневская, Вадим Фальков, Лилия Плесниеце, Даниил Смирнов, Владимир Дорофеев, Кястутис Люткус, Александр Видякин, Андрей Шведов. Владимир Стешенко, Юрий Сизов.
- Отдел иллюстраций: художник Николай Уваров[14], фотографы Владимир Николаев, Юрий Глаголев, Борис Колесников, Юрий Житлухин, Сергей Карташов, Олег Зернов, Леонид Бесараба, Дмитрий Дубинский, Виктор Лисицын, Михаил Глейзер.
- Заведующие редакцией: Берта Владимировна Зак, Александра Яковлевна Мадисон.